# TeenAge dream/Luv it!!
『teenAge dream/Luv it!!』（ティーンエイジドリーム／ラヴイット）は、SuGのメジャー12枚目のシングル。2015年7月15日にポニーキャニオンから発売された。

## 概要
バンド初の両A面シングル。「teenAge dream」は映画『アイズ』主題歌、「Luv it!!」はテレビ東京系アニメ『デュエル・マスターズVSR』オープニングテーマとして起用された。
SuGショップ限定盤、初回限定盤、通常盤の3形態で発売。SuGショップ限定盤にはSuGオリジナルビーチボールが付属。初回限定盤にはDVDが付属し、カップリング曲として「無条件幸福論-Rebirth version-」が収録されている。また通常盤にはバンド初となるカバー曲「上海ハニー」がカップリング曲として収録されている。

### SuGショップ限定盤
CD
1. teenAge dream
作詞：武瑠 作曲：武瑠&HearTribe 編曲：Tom-H@ck&HearTribe
2. Luv it!!
作詞：武瑠 作曲：shinpei 編曲：ハヤシベトモノリ

グッズ
1. SuGオリジナルビーチボール

### 初回限定盤
CD
1. teenAge dream
2. Luv it!!
3. 無条件幸福論-Rebirth version-
作詞／作曲：武瑠 編曲：Tom-H@ck

DVD
1. 「teenAge dream」Music Video
2. 「teenAge dream」Music Video Shooting OFFSHOT

### 通常盤
CD
1. teenAge dream
2. Luv it!!
3. 上海ハニー
作詞／作曲：ORANGE RANGE

## 品番
- SuGショップ限定盤：PCCA-00015
- 初回限定盤：PCCA-04242
- 通常盤：PCCA-04243